# Leonard (Vorname)
Leonard oder Léonard ist ein männlicher Vorname.

## Herkunft und Bedeutung
Der Name ist eine Form des Namens Leonhard und stammt vom althochdeutschen Wort le(w)o für Löwe sowie dem althochdeutschen harti für mutig ab, bedeutet also so viel wie mutig wie ein Löwe. Die Form ist, neben zunehmender Beliebtheit im deutschen Sprachraum, vor allem im englischen, französischen und polnischen Sprachraum populär.

## Namensträger

### Vorname

#### A
- Leonard Abington (1724–1766), britischer Violinist, Trompeter, Sänger (Bass) und Komponist
- Leonhard Achleuthner (1826–1905), österreichischer Geistlicher und Politiker
- Leonard Adleman (* 1945), US-amerikanischer Molekularbiologe und Kryptologe
- Leonard Allinson (1926–2022), britischer Diplomat
- Leonard Andrys, polnischer Architekt

#### B
- Leonard Bairstow (1880–1963), britischer Physiker und Ingenieur
- Leonard Barden (* 1929), britischer Schachspieler, Kolumnist und Autor
- Leonard Barr (1903–1980), US-amerikanischer Schauspieler
- Leonard Barsoton (* 1994), kenianischer Langstreckenläufer
- Leonard Bernstein (1918–1990), US-amerikanischer Komponist und Dirigent
- Leonard G. Berry (1914–1982), kanadischer Mineraloge
- Leonard Bloomfield (1887–1949), US-amerikanischer Linguist
- Leonard Boswell (1934–2018), US-amerikanischer Politiker
- Léonard Bourdon (1754–1807), französischer Politiker
- Leonard Anthony Boyle (1930–2016), neuseeländischer Geistlicher
- Leonard Leslie Brooke (1862–1940), britischer Illustrator und Autor

#### C
- Leonard Carlitz (1907–1999), US-amerikanischer Mathematiker
- Leonard Carmichael (1898–1973), US-amerikanischer Psychologe
- Leonard Carow (* 1994), deutscher Schauspieler
- Leonard Carpenter (1902–1994), US-amerikanischer Ruderer
- Leonard F. Chapman junior (1913–2000), US-amerikanischer General
- Leonard Cohen (1934–2016), kanadischer Schriftsteller und Sänger
- Leonard Covington (1768–1813), US-amerikanischer Politiker

#### D
- Leonard Darwin (1850–1943), britischer Soldat, Politiker, Ökonom und Eugeniker
- Leonard Davis (1905–1957), US-amerikanischer Jazztrompeter
- Leonard E. Dickson (1874–1954), US-amerikanischer Mathematiker
- Leonard Doroftei (* 1970), rumänischer Boxer

#### E
- Leonard Eisenbud (1913–2004), US-amerikanischer theoretischer Physiker
- Leonard Ennen (1820–1880), Kölner Archivar, Historiker, Theologe und Mitarbeiter der Allgemeinen Deutschen Biographie

#### F
- Leonard Farbstein (1902–1993), US-amerikanischer Rechtsanwalt und Politiker
- Leonard Farrugia (* 1956), maltesischer Fußballspieler
- Leonard Feeney (1897–1978), katholischer Priester
- Leonard Freed (1929–2006), US-amerikanischer Fotograf
- Leonard Freier (* 1985), deutscher Versicherungsfachmann und Fernsehdarsteller
- Leonard French (1928–2017), australischer Designer und Glaskünstler
- Leonard Frey (1938–1988), US-amerikanischer Film- und Theaterschauspieler
- Leonard Fu (* 1997), deutscher Geiger
- Leonard Fuchs (* 2000), deutscher Schauspieler
- Leonard Fuller (1890–1987), US-amerikanischer Radiopionier

#### G
- Leonard Gansevoort (1751–1810), US-amerikanischer Rechtsanwalt, Offizier, Richter und Politiker
- Leonard Gardner (* 1933), US-amerikanischer Schriftsteller
- Leonard Gaskin (1920–2009), US-amerikanischer Jazzbassist
- Leonard Gershe (1922–2002), US-amerikanischer Dramatiker und Drehbuchautor
- Léonard Gianadda (1935–2023), Schweizer Journalist, Bauingenieur, Immobilienentwickler, Kunstsammler und Mäzen

#### H
- Leonard W. Hall (1900–1979), US-amerikanischer Politiker
- Leonard Hankerson (* 1989), US-amerikanischer American-Football-Spieler
- Leonard Hanson (1887–1949), britischer Turner
- Leonard Hayflick (1928–2024), US-amerikanischer Gerontologe
- Leonard A. Herzenberg (1931–2013), US-amerikanischer Biochemiker, Genetiker und Immunologe
- Leonard Hill (1866–1952), britischer Psychologe
- Leonard Hokanson (1931–2003), US-amerikanischer Pianist

#### I
- Leonard Irving (1898–1962), US-amerikanischer Politiker

#### J
- Leonard Jacobi (1832–1900), deutscher Rechtswissenschaftler und Hochschullehrer
- Leonard Jägerskiöld (1867–1945), schwedischer Zoologe
- Leonard Jarvis (1781–1854), US-amerikanischer Politiker
- Leonard Jenyns (1800–1893), britischer Geistlicher, Käfersammler, Zoologe und Botaniker
- Leonard Barend Willem Jongkees (1912–2002), niederländischer Hals-Nasen-Ohren-Arzt und Hochschullehrer
- Leonard B. Jordan (1899–1983), US-amerikanischer Politiker

#### K
- Leonard B. Kaufman (1924–2009), US-amerikanischer Schauspielagent und Filmproduzent
- Leonard Kleinrock (* 1934), US-amerikanischer Elektroingenieur und Informatiker
- Leonard Koch (* 1995), deutscher Fußballspieler
- Leonard Krasulski (* 1950), polnischer Politiker
- Leonard „Lenny“ Kravitz (* 1964), US-amerikanischer Rocksänger, Musiker, Songwriter, Musikproduzent und Schauspieler

#### L
- Leonard Lance (* 1952), US-amerikanischer Politiker
- Leonard Landois (1837–1902), deutscher Physiologe
- Leonard Lansink (* 1956), deutscher Schauspieler
- Leonard Lauder (1933–2025), US-amerikanischer Milliardär, Kunstmäzen und Unternehmer
- Leonard Lepszy (1856–1937), polnischer Montanist und Kunsthistoriker
- Leonard Levy (1921–1999), US-amerikanischer American-Football-Spieler
- Leonard Lorenz (* 1948), österreichischer Bildhauer und Maler

#### M
- Leonard Maltin (* 1950), US-amerikanischer Filmkritiker und Autor
- Leonard Mandel (1927–2001), britisch-US-amerikanischer Physiker
- Leonard Marchand (1933–2016), kanadischer Agrarwissenschaftler und Politiker
- Leonard Marconi (1835–1899), polnisch-italienischer Bildhauer
- Leonard Maue (* 1994/95), deutscher Pokerspieler
- Leonard Meldert (≈1535–1610), franko-flämischer Komponist, Organist und Kapellmeister
- Leonard Monheim (1830–1913), deutscher Unternehmer
- Leonard Mróz (1947–2020), polnischer Opernsänger

#### N
- Leonard Nelson (1882–1927), deutscher Philosoph
- Leonard Neuger (1947–2021), polnischer Slawist, Hochschullehrer und Dissident
- Leonard Nimoy (1931–2015), US-amerikanischer Schauspieler
- Leonard Nitz (* 1956), US-amerikanischer Bahnradsportler

#### P
- Leonard Robert Palmer (1906–1984), britischer Indogermanist und Vergleichender Sprachwissenschaftler
- Leonard Peltier (* 1944), US-amerikanisch-indianischer Aktivist
- Leonard Piątek (1913–1967), polnisch-deutscher Fußballspieler
- Leonard Pietraszak (1936–2023), polnischer Schauspieler

#### R
- Leonard Andrejewitsch Rastrigin (1929–1998), sowjetisch-lettischer Kybernetiker, Informatiker und Hochschullehrer
- Leonard Röß (≈1532–1591), deutscher Zisterzienserabt
- Leonard Rosenman (1924–2008), US-amerikanischer Komponist

#### S
- Leonard C. Sanford (1868–1950), US-amerikanischer Ornithologe und Chirurg
- Leonard J. Savage (1917–1971), US-amerikanischer Statistiker und Mathematiker
- Leonard W. Schuetz (1887–1944), US-amerikanischer Politiker
- Leonard Siemiątkowski (1917–2014), polnischer Ökonom und Politiker
- Leonard Henly Sims (1807–1886), US-amerikanischer Politiker
- Leonard Skierski (1866–1940), polnischer Generalmajor
- Leonard Slatkin (* 1944), US-amerikanischer Dirigent
- Leonard Soccio (* 1967), deutscher Eishockeyspieler
- Leonard Sowiński (1831–1887), polnischer Dichter
- Leonard Spath (1882–1957), britischer Paläontologe
- Leonard Anthony Springer (1855–1940), niederländischer Landschaftsarchitekt
- Leonard Steckel (1901–1971), deutscher Schauspieler
- Leonard Stein (1916–2004), US-amerikanischer Musikwissenschaftler, Pianist und Dirigent
- Leonard Susskind (* 1940), US-amerikanischer Physiker

#### T
- Leonard Talmy, US-amerikanischer Linguist
- Leonard Tarnawski (1845–1930), polnischer Staatsrechtler, Politiker und Aufständischer
- Leonard Terfelt (* 1976), schwedischer Schauspieler

- Leonard Thielmann (* 1993), deutscher Grasskiläufer

#### W
- Leonard Waligora (* 1980), deutscher Volleyball- und Beachvolleyballspieler
- Leonard Ware (1909–1974), US-amerikanischer Jazzgitarrist und Komponist
- Leonard Warren (1911–1960), US-amerikanischer Opernsänger
- Leonard Waters (1924–1993), australischer Militärpilot
- Leonard Weinglass (1933–2011), US-amerikanischer Straf- und Verfassungsrechtler
- Leonard White (1767–1849), US-amerikanischer Politiker
- Leonard D. White (1891–1958), US-amerikanischer Politikwissenschaftler
- Leonard Whiting (* 1950), britischer Schauspieler
- Leonard Wibberley (1915–1983), US-amerikanischer Schriftsteller
- Leonard Williams (1904–1972), britischer Politiker
- Leonard Williams (* 1994), US-amerikanischer American-Football-Spieler
- Leonard Ashley Willoughby (1885–1977), britischer Germanist
- Leonard G. Wolf (1925–1970), US-amerikanischer Politiker
- Leonard Wood (1860–1927), US-amerikanischer General
- Leonard Sidney Woolf (1880–1969), britischer Verleger
- Leonard Woolley (1880–1960), britischer Archäologe

#### Z
- Leonard Zub-Zdanowicz (1912–1982), polnischer Major
- Leonard Žuta (* 1992), nordmazedonisch-schwedischer Fußballspieler

### Künstlername
- Leonard (Carlo Schenker; * 1964), Schweizer Schlagersänger, Songwriter und Moderator
- Leonard (* 1999), deutscher Gitarrist, siehe Leonard Pospichal

### Fiktiver Charakter
- Leonard McCoy, leitender Arzt auf dem Raumschiff Enterprise
- Leonard Briscoe, ermittelnder Kommissar in der Krimiserie Law & Order
- Leonard Hofstadter, einer der Protagonisten der Sitcom The Big Bang Theory